# اردولیبرالیسم
اردولیبرالیسم (به انگلیسی:Ordoliberalism) نوع آلمانی لیبرالیسم اقتصادی است که بر نیاز دولت برای اطمینان از اینکه بازار آزاد نتایجی نزدیک به پتانسیل نظری خود ایجاد می‌کند تأکید می‌کند اما از دولت رفاه حمایت نمی‌کند.
آرمان‌های اردولیبرال پایه و اساس ایجاد اقتصاد بازار اجتماعی آلمان پس از جنگ جهانی دوم و همراه آن «Wirtschaftswunder» شد. اصطلاح «اردولیبرالیسم» (آلمانی: Ordoliberalismus) در سال ۱۹۵۰ میلادی و توسط هیرو مولر ابداع شد و به مجله دانشگاهی ORDO اشاره دارد.

## تمایز زبانی
اردولیبرال‌ها خود را از لیبرال‌های کلاسیک جدا می‌کنند. به ویژه «Walter Eucken»، همراه با «Franz Böhm» بنیانگذار اردولیبرالیسم و مکتب فرایبورگ، نئولیبرالیسم را رد کرد.
اردولیبرال‌ها مفهوم اقتصاد بازار اجتماعی را ترویج کردند و این مفهوم نقش قوی دولت را در رابطه با بازار را ترویج می‌کند و از بسیاری جهات با ایده‌های مرتبط با نئولیبرالیسم متفاوت است.
به دلیل تاریخ پیوسته، اردولیبرالیسم گاهی به عنوان «نئولیبرالیسم آلمانی» نیز شناخته می‌شود. این منجر به سردرگمی مکرر و «آمیختگی» اصطلاحات و ایده‌ها در گفتمان، بحث و انتقاد از هر دو مکتب اقتصادی لیبرالیسم شد.

## توسعه نظری
این نظریه در حدود سالهای ۱۹۳۰ تا ۱۹۵۰ توسط اقتصاددانان آلمانی و حقوقدانان مکتب فرایبورگ مانند والتر اوکن و هانس گروسمن دورث و لئونهارد میکس توسعه یافت.